# Loncomelos
Loncomelos, biljni rod iz porodice šparogovki smješten u tribus Dipcadieae, dio potporodice Scilloideae. Status roda je vrlo sporan, vrste mu se često ponovno uključuju u Ornithogalum.
Na popisu je 27 vrsta u području Sredozemlja, nekoliko u Hrvatskoj. 

## Vrste
1. Loncomelos amplificatum Speta
2. Loncomelos arcuatum (Steven) Speta
3. Loncomelos brachystylum (Zahar.) comb.ined.
4. Loncomelos brevistylum (Wolfner) Dostál
5. Loncomelos bungei (Boiss.) Mart.-Azorín, M.B.Crespo & M.Á.Alonso
6. Loncomelos creticum (Zahar.) Speta
7. Loncomelos erichpaschei Speta
8. Loncomelos fischerianum (Krasch.) Speta
9. Loncomelos insulare (Kypr., E.Antal. & Tzanoud.) Bogdanovic & Brullo
10. Loncomelos khuzestanicus (Heidaryan, Hamdi & Assadi) Mart.-Azorín, M.B.Crespo & M.Á.Alonso
11. Loncomelos koprulense Bogdanovic, Brullo & Salmeri
12. Loncomelos kurdicus (Bornm.) Mart.-Azorín, M.B.Crespo & M.Á.Alonso
13. Loncomelos magnum (Krasch. & Schischk.) Speta
14. Loncomelos narbonense (L.) Raf., narbonska kestenjača
15. Loncomelos neuneri Speta
16. Loncomelos ponticum (Zahar.) Speta
17. Loncomelos prasinantherum (Zahar.) comb.ined.
18. Loncomelos pycnanthus (Wendelbo) Mart.-Azorín, M.B.Crespo & M.Á.Alonso
19. Loncomelos pyramidale (L.) Raf., piramidalna kestenjača
20. Loncomelos pyrenaicum (L.) Hrouda ex Holub, žućkasta kestenjača
  1. Loncomelos pyrenaicum subsp. sphaerocarpum,  okrugloplodna kestenjača
21. Loncomelos rausii Speta
22. Loncomelos sanandajense (Maroofi) Mart.-Azorín, M.B.Crespo & M.Á.Alonso
23. Loncomelos sorgerae (Wittmann) Speta
24. Loncomelos spetae (Wittmann) Speta
25. Loncomelos tardum Speta
26. Loncomelos ulixis Speta
27. Loncomelos visianicum (Tomm.) Speta,  Visijanijeva kestenjača